# Chazelles (Jura)
Pour les articles homonymes, voir Chazelles.
Chazelles est une ancienne commune française située dans le département du Jura en région Bourgogne-Franche-Comté.
Elle est depuis le 1er avril 2016 une commune déléguée au sein de la commune nouvelle des Trois Châteaux avec les communes de L'Aubépin et de Nanc-lès-Saint-Amour.

## Géographie
Chazelles fait partie du Revermont.

## Politique et administration

### Maires
| Période    | Période      | Identité            | Étiquette | Qualité |
| ---------- | ------------ | ------------------- | --------- | ------- |
| avant 1988 | 1989         | Daniel Maréchal     |           |         |
| 1989       | mars 2008    | René Chagnard       |           |         |
| mars 2008  | mars 2014    | Jean-Marie Gaillard |           |         |
| mars 2014  | 31 mars 2016 | Élisabeth Jan       | DVD       |         |

### Maires délégués
| Période        | Période  | Identité      | Étiquette | Qualité |
| -------------- | -------- | ------------- | --------- | ------- |
| 1er avril 2016 | En cours | Élisabeth Jan | DVD       |         |

## Démographie
L'évolution du nombre d'habitants est connue à travers les recensements de la population effectués dans la commune depuis 1800. À partir du 1er janvier 2009, les populations légales des communes sont publiées annuellement dans le cadre d'un recensement qui repose désormais sur une collecte d'information annuelle, concernant successivement tous les territoires communaux au cours d'une période de cinq ans. 
Pour les communes de moins de 10 000 habitants, une enquête de recensement portant sur toute la population est réalisée tous les cinq ans, les populations légales des années intermédiaires étant quant à elles estimées par interpolation ou extrapolation. Pour la commune, le premier recensement exhaustif entrant dans le cadre du nouveau dispositif a été réalisé en 2007,.
En 2014, la commune comptait 148 habitants, en évolution de +29,82 % par rapport à 2009 (Jura : −0,23 %, France hors Mayotte : +2,49 %).
| 1800 | 1806 | 1821 | 1831 | 1836 | 1841 | 1846 | 1851 | 1856 |
| ---- | ---- | ---- | ---- | ---- | ---- | ---- | ---- | ---- |
| 226  | 232  | 214  | 206  | 205  | 194  | 189  | 209  | 214  |

| 1861 | 1866 | 1872 | 1876 | 1881 | 1886 | 1891 | 1896 | 1901 |
| ---- | ---- | ---- | ---- | ---- | ---- | ---- | ---- | ---- |
| 200  | 198  | 204  | 214  | 191  | 177  | 190  | 187  | 189  |

| 1906 | 1911 | 1921 | 1926 | 1931 | 1936 | 1946 | 1954 | 1962 |
| ---- | ---- | ---- | ---- | ---- | ---- | ---- | ---- | ---- |
| 175  | 164  | 144  | 154  | 124  | 144  | 136  | 136  | 118  |

| 1968 | 1975 | 1982 | 1990 | 1999 | 2007 | 2012 | 2014 | - |
| ---- | ---- | ---- | ---- | ---- | ---- | ---- | ---- | - |
| 120  | 105  | 104  | 89   | 112  | 110  | 147  | 148  | - |

## Lieux et monuments
- Manoir;
- Forêt de Chazelles (200ha);
- Source de La Doye.

## Personnalités liées à la commune
- Sangoma Everett, batteur de jazz, résidant dans la Commune[7].